# فرودگاه بونیو
فرودگاه بونیو (به انگلیسی: Bunyu Airport) (به زبان بومی: Bandar Udara Bunyu) یک فرودگاه با کد یاتا BYQ است که یک باند فرود آسفالت دارد. این فرودگاه در کشور اندونزی قرار دارد .

## شرکت‌های هواپیمایی و مقصدهای پروازی
The following شرکت هواپیماییs offer scheduled passenger service
| شرکت‌های هواپیمایی | مقصدهای پروازی |
| ----------------- | -------------- |
| سوسی ایر          | یوواتا         |